# Uniwersytet Bahrajński
Uniwersytet Bahrajński (arab.: جامعة البحرين) – państwowa uczelnia w Królestwie Bahrajnu. Jest to jedyna uczelnia państwowa w kraju. Dzięki kampusom w Sakhir, Madinat Isa i Manama, uniwersytet ma ponad 20 000 zarejestrowanych studentów i ponad 2000 pracowników.

## Historia
Uniwersytet Bahrajński został założony w 1986 roku w wyniku dekretu Amiriego. Dekret doprowadził do połączenia dwóch publicznych kolegiów: Gulf Polytechnic (założona w 1968) i University College of Arts, Science and Education (założona w 1979).

## Kampus
Uczelnia ma trzy kampusy. Główny kampus w Sakhir zajmuje powierzchnię 103657 m² i mieści wszystkie uczelnie z wyjątkiem Kolegiów Nauk o Zdrowiu i Inżynierii. Kolegium Nauk o Zdrowiu ma siedzibę w kampusie o powierzchni 10 000 m²  obok kompleksu medycznego Salmaniya. Kolegium Inżynierii znajduje się na kampusie o powierzchni 10 000 m²  obok Politechniki Bahrajnu.

## Kolegia
Uniwersytet składa się z 10 kolegiów składowych:
- Kolegium Administracji Biznesowej
- Kolegium Prawa
- Kolegium Technologii Informacyjnej
- Kolegium Inżynierii
- Kolegium Nauk o Zdrowiu
- Kolegium Nauk Ścisłych
- Kolegium Sztuki